# Pristimantis orpacobates
Pristimantis orpacobates es una especie de anfibio anuro de la familia Craugastoridae.

## Distribución
Esta especie es endémica de Colombia. Habita entre los 700 y 2000 m de altitud:
- en la vertiente occidental de la Cordillera Occidental en los departamentos de Antioquia, Chocó, Risaralda y Valle del Cauca;
- en la vertiente oriental de la Cordillera Central en el departamento de Caldas.[4]

## Descripción
Los machos miden de 24.3 a 35.6 mm y las hembras de 43.6 a 48.4 mm.

## Publicación original
- Lynch, Ruiz-Carranza & Ardila-Robayo, 1994 : The identities of the Colombian frogs confused with Eleutherodactylus latidiscus (Boulenger) (Amphibia: Anura: Leptodactylidae). Occasional Papers of the Museum of Natural History University of Kansas, n.º 170, p. 1-42[5]